# Storflotjärnen (Lits socken, Jämtland, 704357-144036)
Storflotjärnen är en sjö i Östersunds kommun i Jämtland och ingår i Indalsälvens huvudavrinningsområde.